# QLZ-04
Автоматический гранатомет Тип 04 (военное обозначение QLZ-04) — китайский автоматический гранатомёт калибра 35×32 мм с ленточным питанием, разработанный как альтернатива более старому QLZ-87. Он может быть установлен на транспортном средстве или на станке.